# Hubert Barwaser
Hubert Barwaser   (Herzogenrath, 28 de setembre de 1906 - Dalfsen, 29 d'abril de 1985) fou un flautista alemany-holandès.
Des de la seva adolescència va tocar en bandes de metall, va estudiar la flauta travessera a Aquisgrà amb E. Delling. Des dels 17 anys va viure i treballar a Hamburg, va tocar a l'orquestra de lÒpera Folk d'Hamburg, després va ser solista de lOrquestra Filharmònica d'Hamburg, en la qual va treballar sota la direcció de Karl Muck. El 1935 marxà als Països Baixos i el 1936-1971. va ser la primera flauta travessera de lOrquestra Concertgebouw. Després de l'ocupació dels Països Baixos per les tropes de l'Alemanya nazi, va ser destinat al servei militar a l'exèrcit alemany, des d'on va desertar, durant un temps va viure sota documents falsos a la ciutat de Zaandam. El 1950 va rebre la ciutadania holandesa.
A més de treballar a l'orquestra, Barwaser va actuar com a solista, sobretot en concerts de Joseph Haydn, Wolfgang Amadeus Mozart, Johann Joachim Quantz (concerts de Mozart, en particular, va gravar amb lOrquestra Simfònica de Londres sota la direcció de Colin Davis). S'han escrit diverses composicions de flauta de compositors holandesos per a Barwaser, en particular Marius Flothuis, Sem Dresden i Lex van Delden. La col·laboració creativa a llarg termini va connectar Barwazer amb l'arpista Phia Berghout: van actuar i gravar junts durant 25 anys.
Després de retirar-se i establir-se al poble de Hessum, prop de Dalfsen, Barwaser als anys setanta, es va interessar per tocar el violoncel i va actuar en aquesta funció amb orquestres i conjunts aficionats locals.